# Bandiera dell'Oblast' di Novosibirsk
La bandiera dell'Oblast' di Novosibirsk è stata adottata il 10 luglio 2003.

## Descrizione
La bandiera del Oblast' di Novosibirsk è un pannello rettangolare che mostra cinque strisce di diverse dimensioni rosse, bianche, blu, bianche e verdi (da sinistra a destra).
Tra le strisce rosse e verdi sono raffigurati due zibellini neri che tengono una pagnotta gialla di korovai con una saliera. Sotto, le strisce bianche e blu sono attraversate da una stretta cintura orizzontale colorata di nero sul bianco e di bianco sul blu.
Il rapporto tra la larghezza delle strisce e la lunghezza della bandiera è rispettivamente 5: 3: 2: 3: 5. Il rapporto tra la larghezza della bandiera e la lunghezza è 2: 3. Il rapporto tra la larghezza della cintura e la larghezza della bandiera è 1:80.
Nello schizzo iniziale disegnato dall'artista di Novosibirsk Grigory Kuzhelev, al posto della striscia rossa è stata utilizzata una striscia blu. Il blu doveva simboleggiare il fiume 
Ob'; bianco, purezza dei pensieri; e ricchezza verde e naturale. La barra rossa è stata aggiunta su insistenza della frazione del Partito Comunista del Consiglio regionale.